# 王安礼
王安礼（1034年—1095年），字和甫，北宋诗人，抚州临川县（今江西省抚州市）人，王益第六子，王安石之弟。宋神宗时尚书右丞、尚书左丞。
宋仁宗嘉祐六年（1061年）进士，唐介为河东路安抚使，王安礼被辟为幕府。被推荐入朝，宋神宗召对，想要提拔他。因王安石执政，熙宁五年（1072年）辞为著作佐郎、崇文院校书。熙宁八年（1075年）转任直集贤院。出知润州（今江苏省镇江市）、湖州（今浙江省湖州市），后召为开封府（今河南省开封市）判官。历任直舍人院、同修起居注，进知制诰，以翰林学士知开封府，处事有决断。为人耿直，仗义行事，与其兄王安石政见不合。元丰二年（1079年），苏轼因“乌台诗案”作诗讽刺新法，下御史狱，当时没有敢于营救。王安礼上言神宗说：“自古大度之主，不以言语罪人。” 被宋神宗所纳，苏轼得以从轻处罚。元丰五年（1082年），拜中大夫、尚书右丞。元丰六年（1083年）进尚书左丞。变法之际，先后任两制官，论事上前，守正不阿，敢直言，权贵多畏惧他。他对兄长的熙宁变法持保守态度。亟言执政大臣“用力殚于沟瘠，取利究于园夫”，“计边馈之非实，杜西师之再举”。劝神宗勿用兵，少置狱。元丰七年（1084年），御史张汝贤弹劾他，以端明殿学士知江宁府。宋哲宗元祐年间，历任知扬州、青州、蔡州、舒州。绍圣元年（1094年）知永兴军。加资政殿学士，知太原府。绍圣二年（1095年）在任上去世，时年六十二岁，赠银青光禄大夫。其词蕴藉婉媚。今存词《万年欢》等三首，其中《点绛唇》一首又作寇寺丞词。

## 延伸阅读
[在维基数据编辑]
 在维基文库阅读此作者作品
 《宋史·卷327》，出自脱脱《宋史》